# Північна рапсодія
Північна рапсодія (рос. Северная рапсодия) — радянський художній фільм 1974 року, знятий на кіностудії «Мосфільм».

## Сюжет
Тоня, лауреат обласного конкурсу, допущена до приймальних іспитів в столичний ансамбль пісні і танцю. Молодий полярний льотчик Ладейкін допомагає дівчині дістатися з Крайньої Півночі до Москви і стати солісткою ансамблю…

## У ролях
- Людмила Гаврилова — Тоня Севастьянова
- Леонід Куравльов — Іван Петрович Ладейкін
- Станіслав Чекан — Карп Іванович Севастьянов, батько Тоні
- Людмила Велика — Мілка
- Григорій Шпігель — Гліб Петрович Чурилін
- Євген Моргунов — таксист
- Георгій Віцин — Кузьма Петрович, продавець
- Ніна Агапова — кореспондентка
- Афанасій Бєлов — швейцар
- Едуард Абалов — Гурген Хачатурович, доглядач зоопарку
- Наталія Воробйова — конкурсантка
- Еммануїл Геллер — Христофор Ібрагімович, диригент
- Микола Каптелін — конкурсант
- Анатолій Кубацький — любитель хокею
- Валентина Леонтьєва — телеведуча
- Емілія Мільтон — Жоржетта Опанасівна
- Ірина Мурзаєва — любителька хокею
- Никандр Ніколаєв — Кузьма Умбертович
- Володимир Піцек — льотчик
- Варвара Черкесова — Катя, секретар приймальної комісії
- Вільям Рощин — боярин
- Зоя Василькова — дама на балу
- Зоя Ісаєва — дама на балу
- Алевтина Румянцева — дама на балу
- Віктор Маркін — льотчик
- Надія Самсонова — продавець пиріжків
- Валентина Ананьїна — продавчиня квітів
- Яків Ленц — доктор
- Анатолій Калабулін — моряк
- Станіслав Міхін — покупець
- Петро Кірюткін — покупець
- Олександр Лук'янов — покупець
- Максим Мунзук — покупець
- Володимир Груднєв — епізод
- Микола Толкачов — епізод

## Знімальна група
- Режисер — Едуард Абалов
- Сценарист — Євген Чернецький
- Оператор — Віталій Абрамов
- Композитор — Валентин Левашов
- Художники — Ірина Лукашевич, Віктор Прокоф'єв